# Uduk (peuple)
Pour les articles homonymes, voir Uduk.
Les Uduk sont une population d'Afrique de l'Est vivant à l'est du Soudan du Sud et en Éthiopie. 

## Ethnonymie
Selon les sources et le contexte, on observe différentes formes : Burun, Kebeirka, Korara, Kwanim pa, Kwanimpa, Kwanim pas, Kwanimpas, Kwanim, Othan, Oudouk, Udok, Uduks.

## Langue
Leur langue est l'uduk, une langue nilo-saharienne de la branche des langues komanes, dont le nombre de locuteurs était estimé à 20 000 en Éthiopie en 1995.